# Muara (Wanasalam)
Muara is een bestuurslaag in het regentschap Lebak van de provincie Banten, Indonesië. Muara telt 10.247 inwoners (volkstelling 2010).